# Авраменко, Иван Гаврилович
Авраменко Иван Гаврилович (5 июня 1923, Колядинец, Полтавская губерния — 6 ноября 2008, Кривой Рог, Днепропетровская область) — советский и украинский художник, график и живописец. Член Союза художников Украины (1975).

## Биография
Родился 5 июня 1923 года в селе Колядинец Гадячского района Полтавской области (ныне в Липоводолинском районе Сумской области).
В 1934 году переехал на Криворожье.
Участник Великой Отечественной войны с февраля 1944 года. 
В 1947—1949 годах учился в Одесском художественном училище имени М. Б. Грекова у профессора Л. Мучника.
В 1949 году осуждён на 10 лет по обвинению в антисоветской агитации, заключение отбывал в ГУЛАГе. Освободился в 1954 году. Реабилитирован в 1992 году.
В 1954—1955 годах работал на стройках.
В 1955—1957 годах учился в Кишинёвском художественном училище, которое окончил с отличием. Педагоги по специальности В. Судовская, В. Зазерская.
В 1957—1958 годах — ассистент главного художника-постановщика киностудии «Молдова-фильм».
В 1958—1975 годах — оформитель, график, живописец Криворожской художественной мастерской.
Умер 6 ноября 2008 года в Кривом Роге. Похоронен на Центральном кладбище Кривого Рога.

## Творческая деятельность
Работал в станковой живописи и графике. Особое место в работах художника занимает Кривой Рог — город, где он вырос и впервые взял в руки кисть. Картины художника — художественная летопись Кривого Рога. Они рассказывают о том, каким был город во времена молодости художника, как жил все эти годы, менялся и каким стал.
Работы художника хранятся в Криворожском историко-краеведческом музее, частных коллекциях Варшавы, Лондона, Сеула.

### Картины
- «Кривбасс индустриальный» (1972);
- «Комплекс ДП-9» (1973);
- «Первый луч» (1979);
- «Кривбасс» (1981);
- «СевГОК ночью» (1982);
- «Девятая домна» (1983);
- «Над Днепром» (1989);
- «Весна в Кривбассе» (1991);
- «Далеко, далеко, за синие облака» (1992);
- «Шумела Украина» (1993);
- «Профилакторий» (1994);
- «Вечерний Седнев» (1995);
- «Март на Криворожье» (1996);
- «Зима на Криворожье» (1998);
- «Вознесение духа предков забытых и незабытых» (1998);
- «Сентябрь на Криворожье» (1998);
- «Вечереет» (1998);
- «Станция Дзержинская» (1999);
- «Черногорка» (1999).

### Выставки
Участник республиканских художественных выставок в Киеве (1961, 1963, 1972—1974, 1977, 1981), Международной художественной ярмарки «Арт-Манеж-96» (Москва, 1996), выставок «Золотая кисть-97» (Москва, 1997), «Живопись Украины» (1997). Персональные выставки в Кривом Роге в 1983, 1996 и 1998 годах.

## Награды
- Знак «За заслуги перед городом» (Кривой Рог) 3-й и 2-й степени;
- серебряная медаль «Казацкая слава» 1-й степени (посмертно).

## Память
- Памятная доска на фасаде школы № 120 в Кривом Роге[1];
- Именем художника названа бывшая улица Корнейчука в Кривом Роге[2];
- Аллея имени художника в Кривом Роге[3];
- Музей-мастерская Ивана Авраменко в криворожской школе № 120[4].